# Nanoarchaeum equitans
A Nanoarchaeum equitans egy tengeri mikrobafaj, amit Karl Stetter 2002-ben talált meg Izland partjainak közelében, egy mélytengeri hőforrásban a Kolbeinsey-gerincen. Törzseit megtalálták a sub-sarki óceáni hátságon, és az Obszidián-medencében a Yellowstone Nemzeti Parkban is. Mivel forráspont-közeli hőmérsékleten nő, körülbelül 80 °C, termofilnek tekintik. 6 pH és 2%-os sótartalom koncentrációjú környezetben nő a legjobban. A Nanoarchaeum a jelek szerint egy másik archea, az Ignicoccus obligát szimbiontája; szüksége van arra hogy érintkezzen az Ignicoccusal a túléléshez. Nem tud lipideket szintetizálni, de megszerzi azokat az Ignicoccustól. Sejtjeinek átmérője mindössze 400 nanométer, ezzel a második legkisebb ismert élőlény, és a legkisebb ismert archaea, nála kisebbek talán csak a nanobaktériumok vagy a nanobe-ok, amiknek az élőlény státusa vitatott. Genomja egy kör alakú kromoszómából áll, átlagos G+C tartalma 31,6%. Hiányzik neki szinte az összes gén ami szükséges az aminosavak, nukleotidok, kofaktorok, és lipidek szintéziséhez, de kódol minden szükségeset a javításhoz és replikációhoz. A DNS-e 95% stabil RNS-molekulákhoz kódol fehérjéket. Vannak apró függelékei amik kijönnek a kör alakú szerkezetéből. A sejt felszínt egy vékony, rács alakú S-réteg fedi, ami szerkezetet és védelmet ad az egész sejtnek. Genomja 490 885 nukleotid hosszú; 540 génje van, a legkisebb szekvenált nem-vírus genom a Candidatus Carsonella ruddii után.
A Nanoarchaeum genetikai sajátossága, hogy 16S rRNS-szekvenciáját a legtöbb hagyományos módszer nem képes észlelni. Egyszálú riboszomális RNS-ének vizsgálata valószínűsítette, hogy a szervezet az Archeák doménbe tartozik. A már létező Archaea-törzsektől (Euryarchaeota, Crenarchaeota) való eltérései olyan nagyok voltak mint a két törzs közti különbség ezért saját törzsbe sorolták Nanoarchaeota néven. Egy másik kutatócsoport az összes nyitott leolvasási keretet összehasonlította a többi archeáéval. Érvelésük szerint az eredeti minta nem volt reprezentatív, mivel csak riboszomális RNS-t tartalmazott, és a Nanoarchaeum valójában az Euryarchaeota törzsbe tartozik.
A Nanoarchaeum genomjának szekvenálása bőséges információt nyújtott a szervezet élettanával kapcsolatban. Az örökítőanyagból számos létfontosságú anyagcsere-útvonal génje hiányzik. A Nanoarchaeum képtelen a legtöbb nukleotid, aminosav, lipid és kofaktor előállítására, valószínűleg ezeket a molekulákat az Ignicoccustól szerzi be. Más parazita mikrobáktól eltérően azonban a Nanoarchaeum-nak számos DNS-javító enzimje van, és a DNS-replikációhoz, transzkripcióhoz és transzlációhoz szükséges kellékekkel is rendelkezik. Ez megmagyarázhatja, miért hiányoznak a genomból a hosszú nem-kódoló DNS-szakaszok, amik más parazitákra jellemzőek. Kérdéses az is, hogy a szervezet képes-e ATP előállítására. A Nanoarchaeum-ból hiányzik a hidrogén és kén az energia-előállításban való felhasználásának képessége is, ami sok termofil baktérium sajátja. Megvan benne az ATP-szintetáz öt alegysége, és az oxidatív deaminálás anyagcsere-útvonalai is. Jelenleg nem ismert, hogy az Ignicoccus-tól átvett biomolekulákból nyer energiát, vagy közvetlen ATP-transzfer útján. Az N. equitans genomja és proteomja mind az élőlény kettős alkalmazkodásának jeleit mutatják – a magas hőmérséklethez és az obligát parazitizmushoz (vagy szimbiózishoz).

## Fordítás
- Ez a szócikk részben vagy egészben a Nanoarchaeum equitans című angol Wikipédia-szócikk ezen változatának fordításán alapul.  Az eredeti cikk szerkesztőit annak laptörténete sorolja fel. Ez a jelzés csupán a megfogalmazás eredetét és a szerzői jogokat jelzi, nem szolgál a cikkben szereplő információk forrásmegjelöléseként.